# Haredim
Els haredim (nom plural, en hebreu: חֲרֵדִים; singular חֲרֵדִי '"els qui temen Déu") són els practicants ultraortodoxos del judaisme. Les seves creences es basen en una visió literalista de les sagrades escriptures i un manteniment dels costums històrics del poble jueu, sovint en contradicció amb els valors considerats moderns per Occident. Aquesta concepció del món els porta a viure en barris propis, aïllats per a viure la fe.
Els orígens dels barris haredim estan en els guetos de les darreries de l'edat mitjana i el Renaixement, barris segregats on podien practicar la seva religió. Quan l'antisemitisme va recular i es va permetre la integració dels jueus amb la població local, alguns grups religiosos la van rebutjar per por a la contaminació de l'estil de vida gentil i van romandre com a grups separats.

## Creences
Els haredim es basen en l'observació estricta dels 613 manaments o mitsvot continguts a la Torà (Pentateuc). Aquesta xifra té un simbolisme especial, ja que és la suma de les 365 prohibicions, una per cada dia de l'any, i les 248 prescripcions, corresponents als òrgans tradicionals del cos (segons Maimònides). Altres corrents afirmen que "beTorah" (a la Torà) té un valor numèric de 613, reforçant el simbolisme de les normes. Aquestes normes s'haurien instituït en temps de Moisès i els haredim afirmen ser el poble que les ha continuat observant sense ruptures temporals, enfront d'altres grups del judaisme que ells perceben com apartats o desviats.
Per als debats ètics que puguin sorgir, per tractar-se de situacions no recollides a les normes, s'encoratja la consulta al rabí local i obrar segons els precedents de les lleis jueves (halacà), que busquen respectar la tradició i es basen en un sistema de precedents per justificar qualsevol innovació.
Determinats grups haredim rebutgen les noves tecnologies, basant-se en una interpretació rigorista de l'halacà, mentre que d'altres les han adoptat. El rebuig, però, no és tan acusat com en el cas dels amish o altres tendències religioses similars.
El centre de la vida dels haredim és la família i la comunitat, dedicada a debatre, estudiar i obeir les lleis religioses. Les dones tenen molts fills i porten una vida de castedat i recolliment. Els homes es distingeixen exteriorment pels vestits negres, per qüestions de pudor, i les seves barbes i pentinats. S'agrupen en barris propis, per por a la temptació que suposa l'estil de vida dominant, amb crides a l'individualisme i a apartar-se dels preceptes divins. Aquests barris tenen poblacions importants a Israel, Estats Units, França i Holanda. La vida en els barris haredim es regeix per les normes internes, ja que els jueus ultraortodoxos rebutgen les institucions polítiques externes, la democràcia o qualsevol poder terrenal (per això han mantingut discussions constants sobre l'Estat d'Israel o el sionisme). Igualment, es mostren escèptics davant els postulats científics del racionalisme, perquè argumenten que l'única veritat prové dels textos revelats i a més a més la història demostra que els fets acceptats com a coneixement provat s'abandonen amb l'evolució del pensament (i per tant no compensa estudiar un error probable).

## Grups de haredim

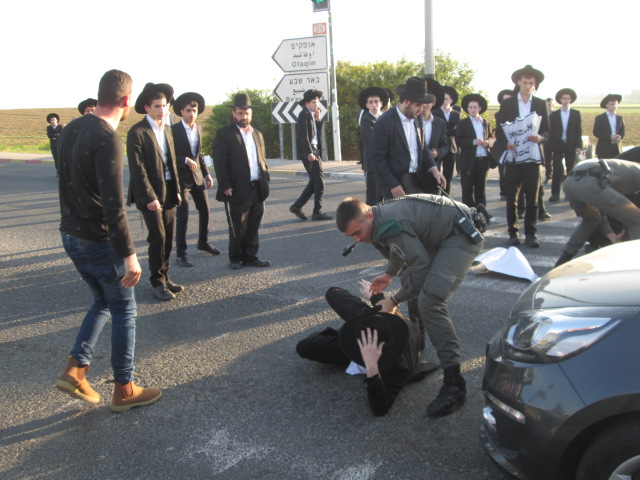
Un agent de policia arrestant un jove haredí que es manifestava contra el reclutament per l'exèrcit israelià d'estudiants de la ieixivà

El moviment haredí no és homogeni. Es divideix en dues grans tendències, els hassidim (jueus hassídics), i els misnagdim ("els contraris, els oponents"). Els hassidim exploten les emocions i el misticisme per aconseguir la màxima unió amb Déu a la vida terrenal i estan dirigits per un rabí, sovint hereditari, que actua com a líder de la comunitat. Hi ha diversos subgrups hassidites. Els mitnagguedim consideren que només l'estudi i la vida intel·lectual poden apropar l'home a la divinitat i porten un estil de vida molt més auster. S'agrupen al voltant dels caps de la ieixivà (pl.: ieixivot) o escola d'estudi i mantenen una línia d'actuació molt similar malgrat les distàncies geogràfiques.
S'aprecien diferències entre els haredim d'origen asquenazita (la majoria) i els d'origen oriental i sefardita, considerats més progressistes. Els orientals recolzen més la implicació en la vida política, especialment la d'Israel, arribant fins i tot a crear partits propis, com el Mizrahí.